# Josef Nun
Josef Nun (22. července 1933 Týniště nad Orlicí - 26. března 2019 Hradec Králové) byl významný český šachista, od roku 2008 člen Síně slávy královéhradeckého sportu.
Narodil se v Týništi nad Orlicí. Absolvoval střední průmyslovou školu stavební v Hradci Králové a poté působil v managementu stavebnictví. Šachům se začal intenzivně věnovat počátkem 50. let 20. století během vojenské služby v Praze. Několikrát se účastnil finále Mistrovství Československa v šachu jednotlivců. Od roku 1976 byl držitelem titulu Mezinárodní mistr. V tomtéž roce obsadil 2. místo na turnaji v Děčíně a o rok později získal na mezinárodním turnaji ve Varně 6. místo. Vyhrával hradecké mezinárodní Vánoční turnaje a třikrát se stal nejlepším sportovcem tehdejšího Východočeského kraje.
V nejvyšší soutěži družstev s TJ Slavia Hradec Králové obsadil 1. místo v roce 1977, 2. místo v roce 1978 a 3. místo v roce 1988. V letech 1976 a 1977 byl kapitánem družstva A, které vyhrálo celostátní ligu a postoupilo do vyřazovacích utkání PMEZ následující sezony. Největších úspěchů dosáhl v korespondenční šachu, v němž získal dva tituly přeborníka Československa a účastnil se jako člen týmu reprezentujícím tehdejší Československo na korespondenčních Olympiádách. V roce 1968 obsadil Československý tým celosvětově první místo na 5. korespondenční Olympiádě, což bylo senzací v době hegemonie šachistů tehdejšího Sovětského svazu. Zejména partie s Estrinem vešla do historie šachu díky jeho zahájení. V roce 1972 skončil československý tým na druhém místě.
Až do roku 2018 hrál za A družstvo TJ Slavia Hradec Králové v 1. lize a v 2. lize za B družstvo. Současně s hráčskou kariérou byl dlouholetým funkcionářem, trenérem a ústředním šachovým rozhodčím. Dvanáct let vedl šachovou rubriku v Pochodni, resp. Hradeckých novinách. Jeho syn Jiří Nun úspěšně pokračuje v rodinné šachové tradici.